# Bożena Umińska-Keff
Bożena Umińska-Keff (ur. 1948 w Warszawie) – polska poetka, eseistka, badaczka literatury w Żydowskim Instytucie Historycznym im. Emanuela Ringelbluma, wykładowczyni filozofii i etyki, krytyczka filmowa, tłumaczka, publicystka, działaczka społeczna, feministka.

## Życiorys
Publikowała m.in. w „Przekroju”, „Ex Librisie”, „Res Publice Nowej”, „Zadrze”, „Pełnym głosem”, „Biuletynie OŚKi”, „Midraszu”, „Katedrze”, „Filmie”, „Kinie” i „Przeglądzie”.
Jest autorką tomu poezji Nie jest gotowy (OPEN, Warszawa 2000, ISBN 83-85254-68-4), studium Postać z cieniem. Portrety Żydówek w polskiej literaturze (Sic!, Warszawa 2001, ISBN 83-86056-94-0) i zbioru tekstów krytycznych Barykady. Kroniki obsesyjne lat 2000–2006 (eFKa, Kraków 2006, ISBN 83-915460-4-7). Współautorka pierwszego w Polsce studium o homofobii Homofobia po polsku (red. Zbyszek Sypniewski i Błażej Warkocki, Sic!, Warszawa 2004, ISBN 83-88807-55-2). Ostatnio wydała Utwór o matce i ojczyźnie (Korporacja Ha!art, Kraków 2008, ISBN 978-83-89911-92-6).
Jako współtłumaczka wydała książki: Słownik teorii feminizmu Maggie Humm (Semper, Warszawa 1993, ISBN 83-85810-09-9), Kobiecy eunuch Germaine Greer (Dom Wydawniczy REBIS, Poznań 2001, ISBN 83-7120-918-5) i Myśl feministyczna. Wprowadzenie Rosemarie Putnam Tong (PWN, Warszawa 2002, ISBN 83-01-13907-2).
Dwukrotnie była nominowana do Nagrody Literackiej „Nike”: za Postać z cieniem w roku 2002 i za Utwór o matce i ojczyźnie w 2009.
Jedna z pierwszych w Polsce badaczek związków między nacjonalizmem a kulturową konstrukcją płci. W Postaci z cieniem analizuje sytuację podwójnego wykluczenia żydowskich kobiet w polskiej kulturze.  W swojej publicystyce Umińska zajmuje się dekonstrukcją dyskryminacyjnych aspektów polskiej kultury – mizoginizmem, homofobią i antysemityzmem.
Współautorka listu otwartego przeciw postawieniu w Warszawie pomnika Romana Dmowskiego w roku 2006.

## Dzieła
- Sen o znaczeniu snów, 1995
- Nie jest gotowy, Warszawa 2000
- Postać z cieniem, Sic!, Warszawa 2001 (nominacja do Nagrody Literackiej NIKE)
- Barykady. Kroniki obsesyjne, eFKa, Kraków 2006
- Utwór o Matce i Ojczyźnie, Ha-art.!, Kraków 2008 (nominacja do Nagrody Literackiej NIKE)
- Antysemityzm. Niezamknięta historia, Czarna Owca, Warszawa 2013
- Nieśmiertelny, Wydawnictwo Filtry, 2024